# 叶結花
叶 結花（かのう ゆか、1997年4月28日 -）は日本のタレント。エイベックス・エンタテインメント所属。
血液型B型。E☆Trapsの元メンバー。

## 略歴
avex audition 2006に合格。

## 人物
- 尊敬する人はBoA。
- 趣味はスノボー、スケボー。
- 特技はポージング。
- 好きな科目は算数、理科。
- 好きなスポーツはスノボー、スケボー。
- 好きなアーティストは浜崎あゆみ、BoA。
- 好きな言葉は関西弁。
- E☆Trapsで唯一同級生の溝呂木世蘭と仲がいい。
- 将来の夢はアーティスト。

## 出演

### テレビ
- TVチャンピオン（テレビ東京）
- おはYO!E-TRAP（2006 -2007年、テレビ東京）
- GO♪ GO♪ E-TRAP（2007年、テレビ東京）

### ミュージカル
- しゅごキャラ!（2009年）鈴木君 役